# Будівля Томаса Джефферсона
Будівля Томаса Джефферсона — найстаріша з трьох будівель Бібліотеки Конгресу, споруджена в 1890–1897 роках. Спочатку була знана як Будівля Бібліотеки Конгресу. Розташована в місті Вашингтон на Першій-стріт, між Індепенденс-авеню та Іст-Кепітол-стріт. Монументальна будівля в стилі боз-ар примітна своїм класицистичним фронтоном та пишно оздобленими інтер'єрами. Яскрава пам'ятка помпезного офіціозу так званого «золоченого століття».

## Дизайн

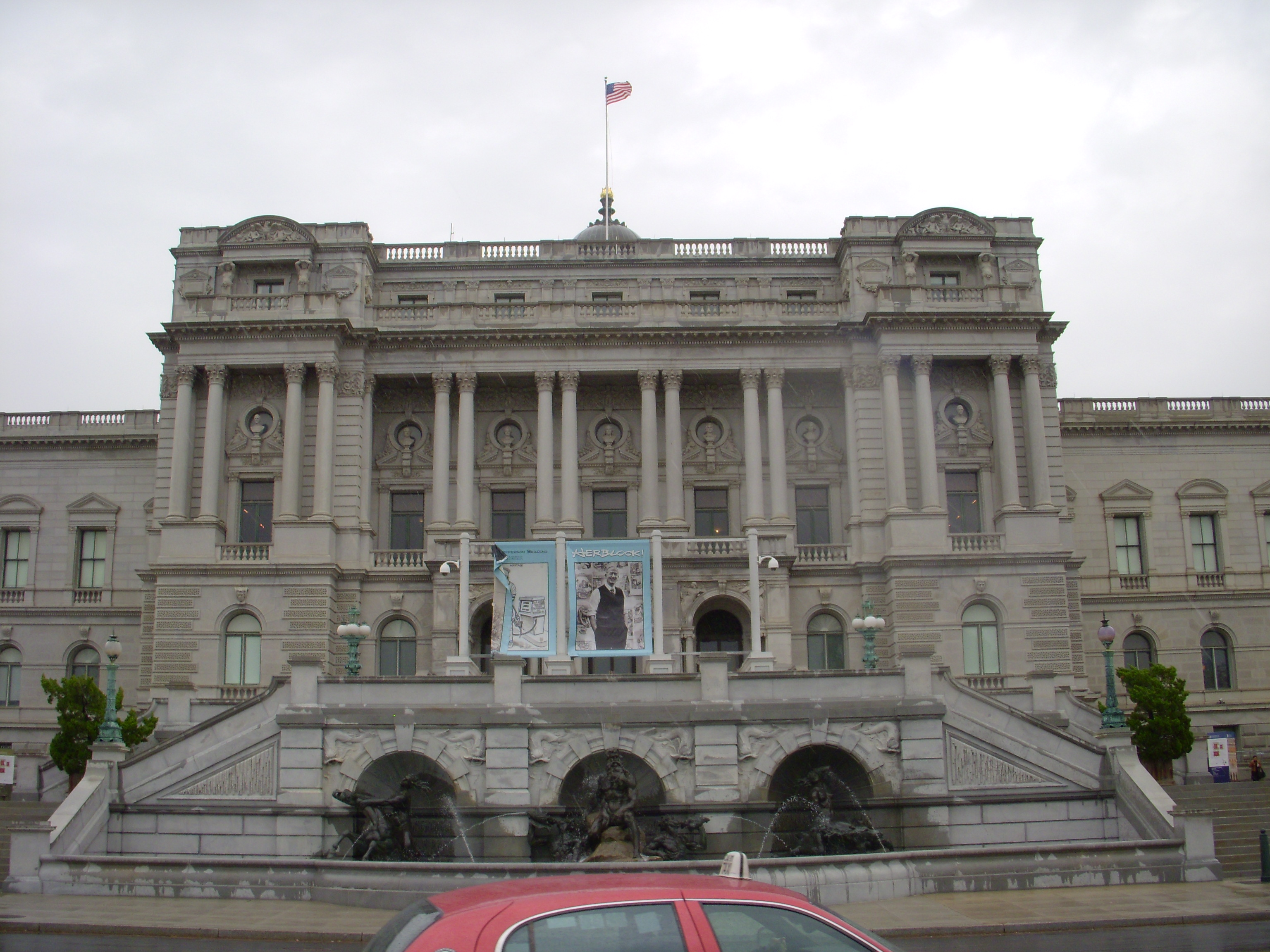
Фасад будівлі Томаса Джефферсона

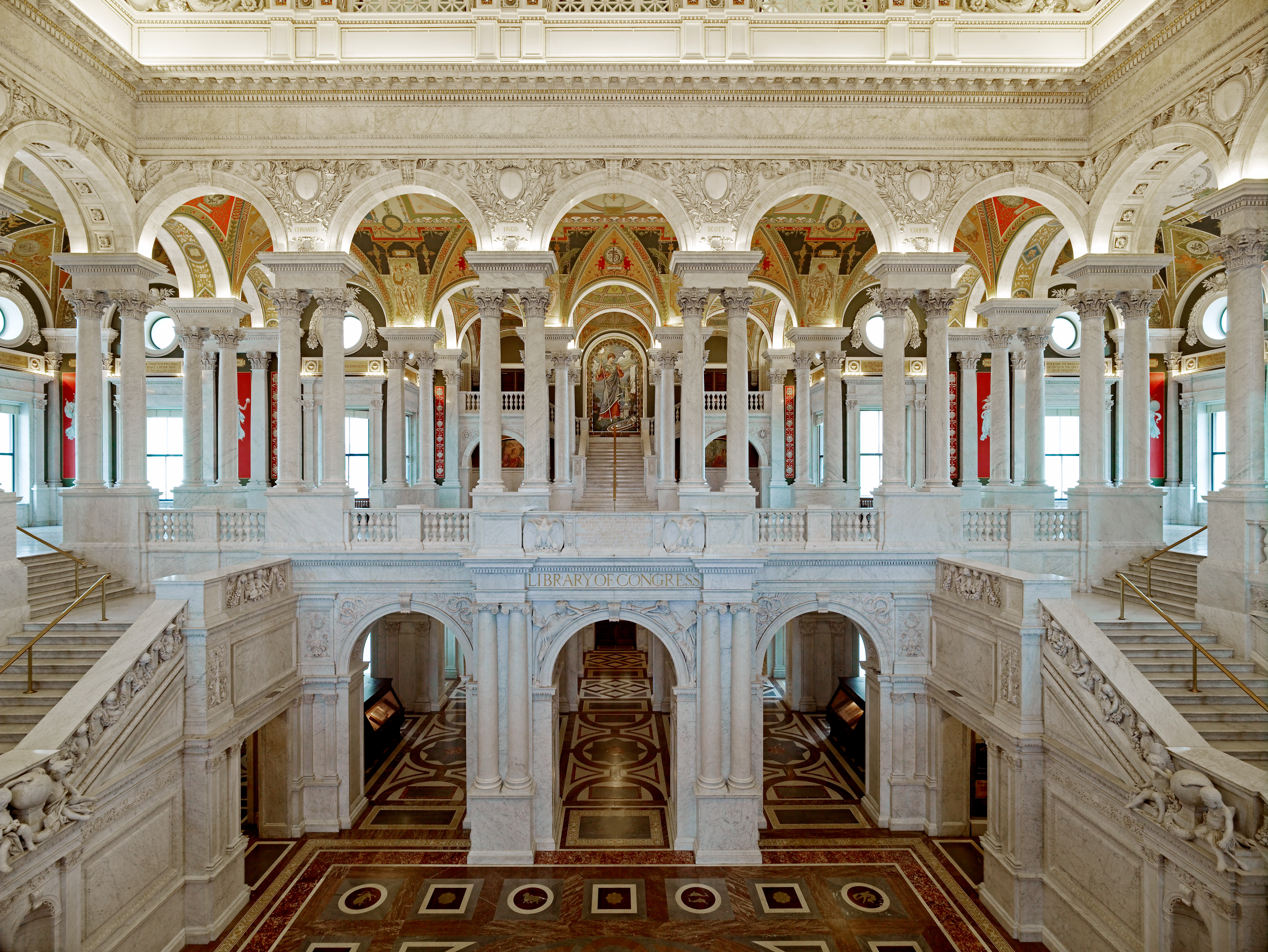
Великий холл будівлі Томаса Джефферсона. Мозаїка Мінерви.

1873 року Джон Л. Сміфмаєр і Пол Дж. Пелц перемогли в архітектурному конкурсі на спорудження будівлі бібліотеки. Вони здійснили кілька поїздок до Європи для вивчення інших видатних бібліотек та продовжили розробляти деталі дизайну в наступні дев'ять років до остаточного представлення свого плану 1892 року. Після підбиття підсумків конкурсу план був переданий для подальшого будівництва бригадному генералові Томасу Лінкольну Кейсі, що очолював інженерний корпус Армії США. Едвард Пірс Кейсі, 25-річний син генерала Томаса Лінкольна Кейсі, завідував мистецькими питаннями на час будівництва.
Будівля Томаса Джефферсона має один з найбагатших інтер'єрів у США. Це плід роботи групи американських скульпторів та художників епохи т. зв. американського ренесансу. Перед ними постало завдання наочно проілюструвати поступ цивілізації в образах видатних людей. Над віконними нішами встановлені бюсти найвидатніших людей різних народів світу. Облаштуванням інтер'єру займався бібліотекар Айнсуорф Ренд Споффорд. Головна будівля нагадує Оперу Гарньє в Парижі. У США 1890-х років урочистий стиль боз-ар, розроблений у Франції за часів Другої імперії, мав величезний успіх, особливо після Міжнародної Колумбійської виставки в Чикаго 1893 року.
Фонтан Нептуна, який спроєктував Роланд Гінтон Перрі та який встановлено перед центральним входом, є алюзією на римський фонтан Треві. Мідний купол, спочатку покритий позолотою, спершу був мішенню критики через те, що сильно нагадував купол національного Капітолія.

## Історія

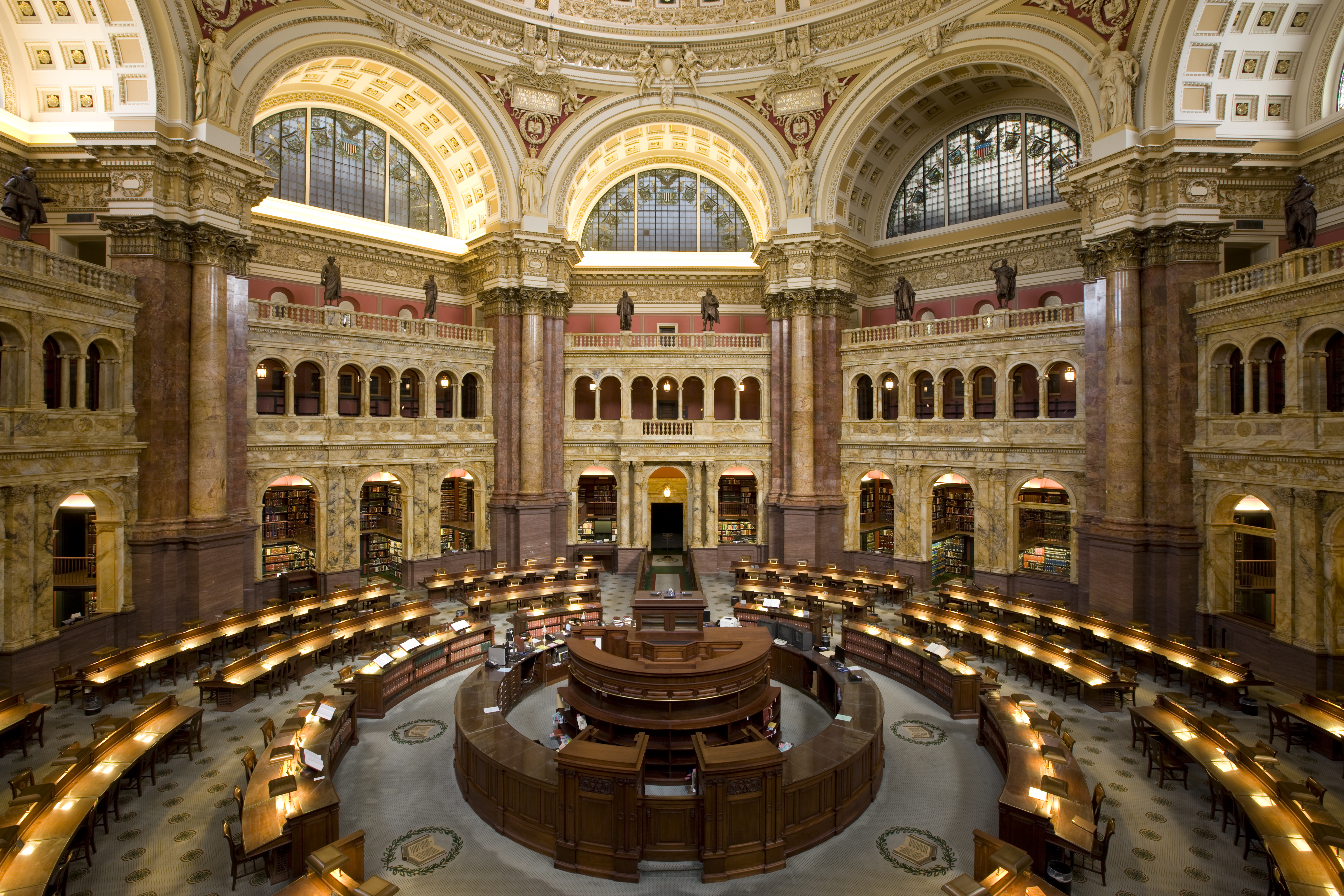
Головна читальна зала

Бібліотека Конгресу, фонди якої під керівництвом бібліотекаря Айнсуорфа Ренда Споффорда швидко зростали, запропонувала Конгресу спорудити нову будівлю спеціально для потреб американської національної бібліотеки. До цього часу Бібліотека розташовувалася в крилі основної будівлі Капітолію. Частково нова будівля була потрібна через збільшення співробітників Конгресу, а частково через закону про авторське право 1870 року, що вимагав, аби всі автори, захищені цим законом, посилали в Бібліотеку Конгресу дві копії своїх друкованих видань. Це призвело до значного зростання кількості нових книг, памфлетів, карт, музики, гравюр та фотографій.
Після схвалення Конгресу 1886 року будівництво будівлі зайняло 11 років. Нове приміщення бібліотеки було відкрите для публіки 1 листопада 1897 року і отримало широке визнання. Назву будівлі було змінено 13 червня 1980 року на честь колишнього президента США Томаса Джефферсона, який був ключовою фігурою при створенні Бібліотеки 1800 року. Джефферсон запропонував продати свою особисту колекцію книг Конгресу у вересні 1814, через місяць після того, як британці спалили Капітолій в війні 1812 року.

## Мистецтво
Понад 50 американських художників та скульпторів створили твори мистецтва для Бібліотеки Конгресу.

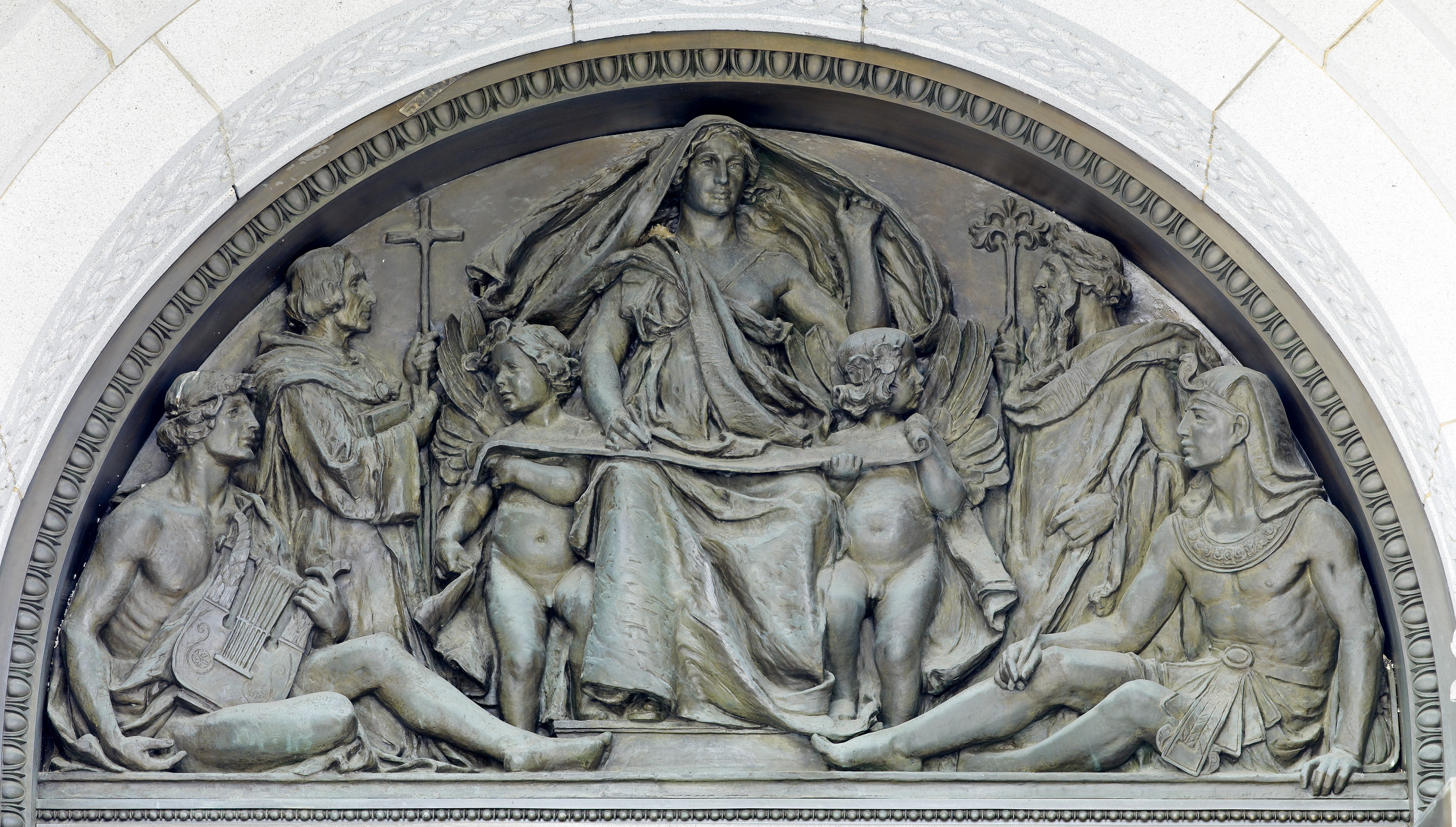
Олин Леві Ворнер, тимпан зображає Письмо, верхній екстер'єр головних вхідних дверей, 1896.
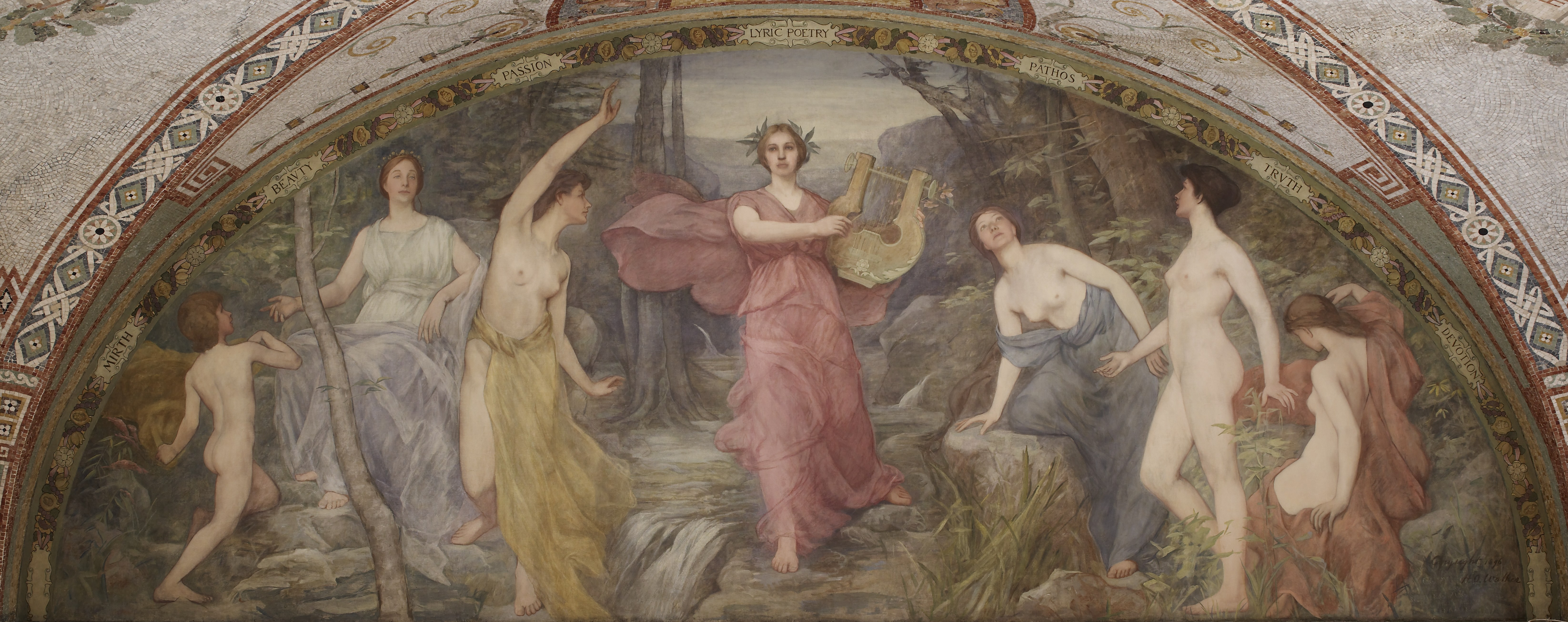
Генрі Олівер Волкер, Лірична поезія, 1896.
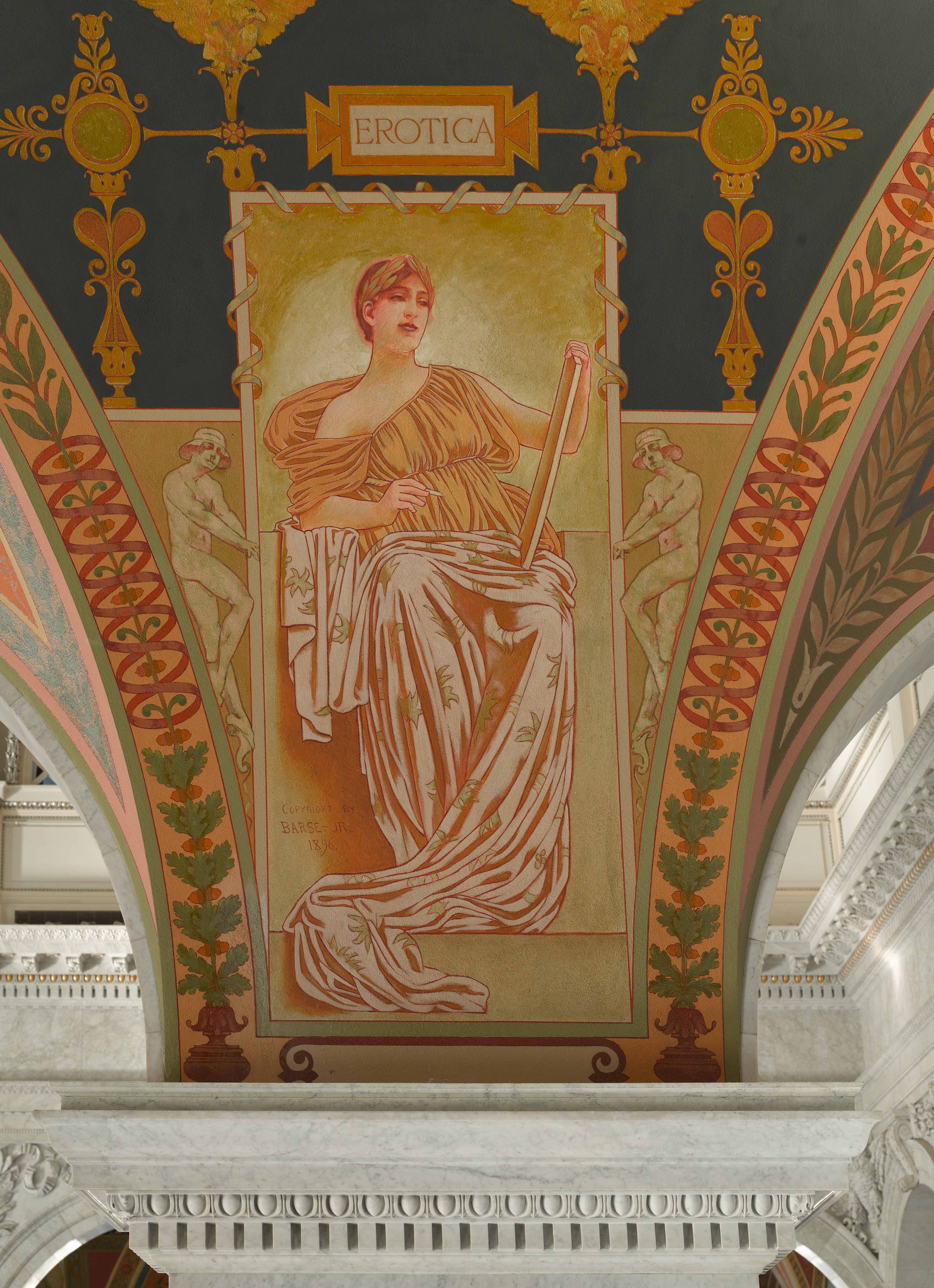
Джордж Рендольф Барс, Еротика, Одна з восьми панелей зображують літературу (1861-1938)
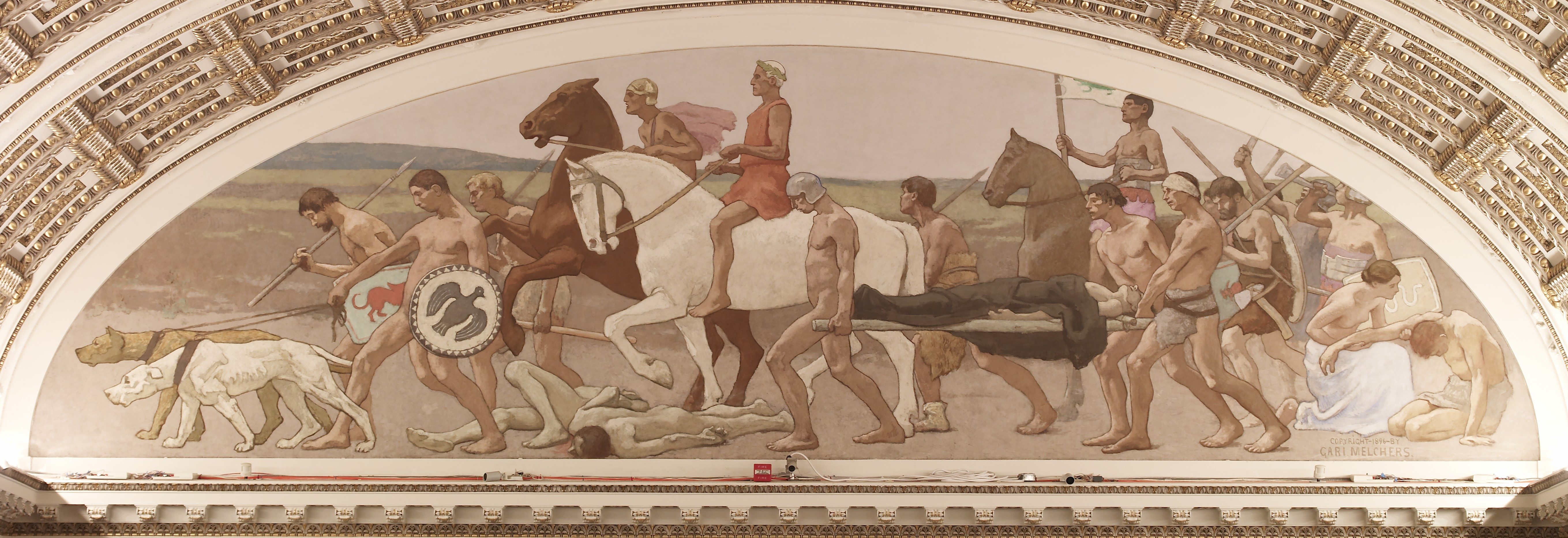
Гарі Мельхерс, Розпис війни, 1896.
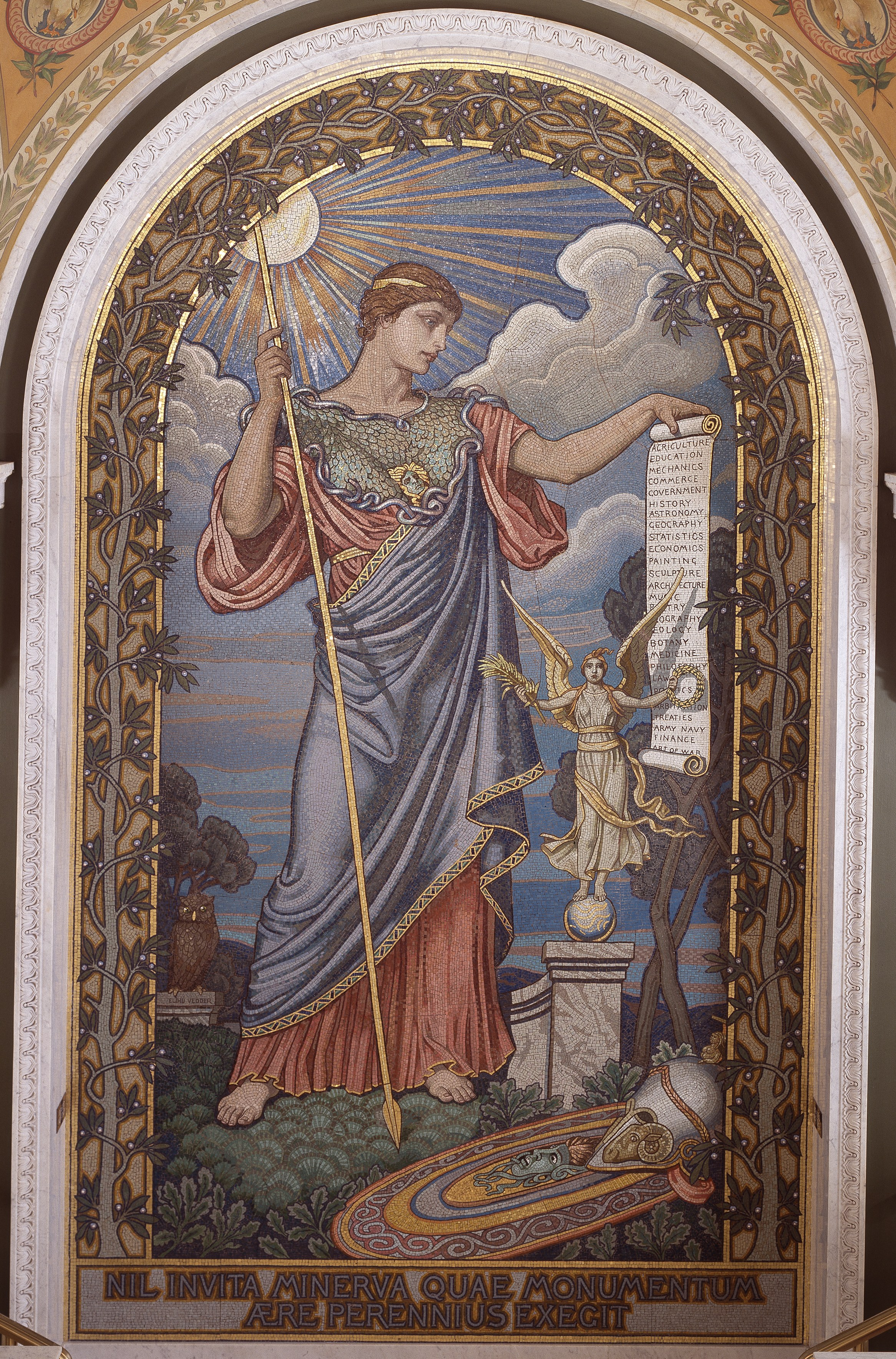
Ілайхью Веддер, Мінерва світу, 1896.
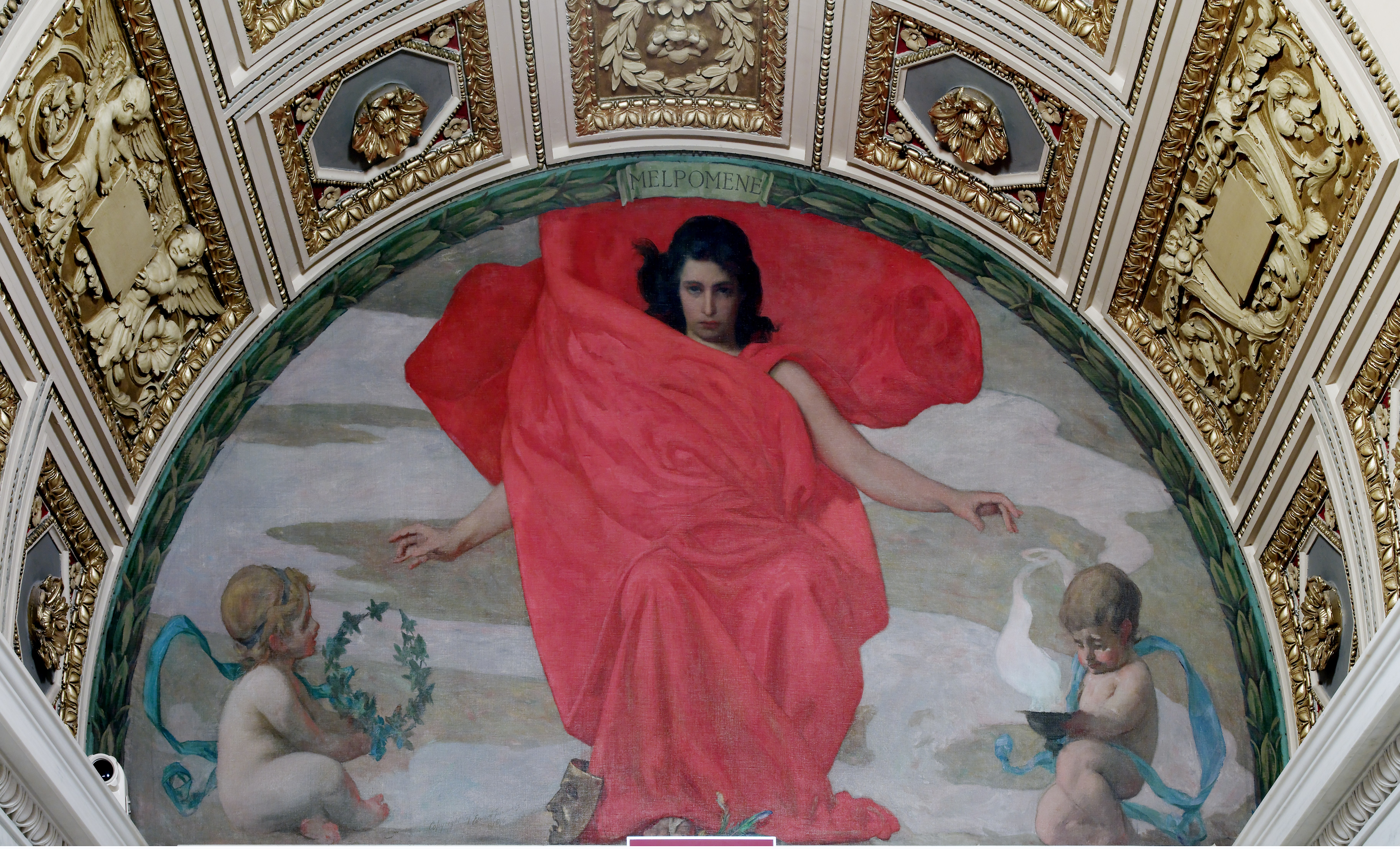
Едвард Емерсон Сіммонс, Мельпомена, 1896.
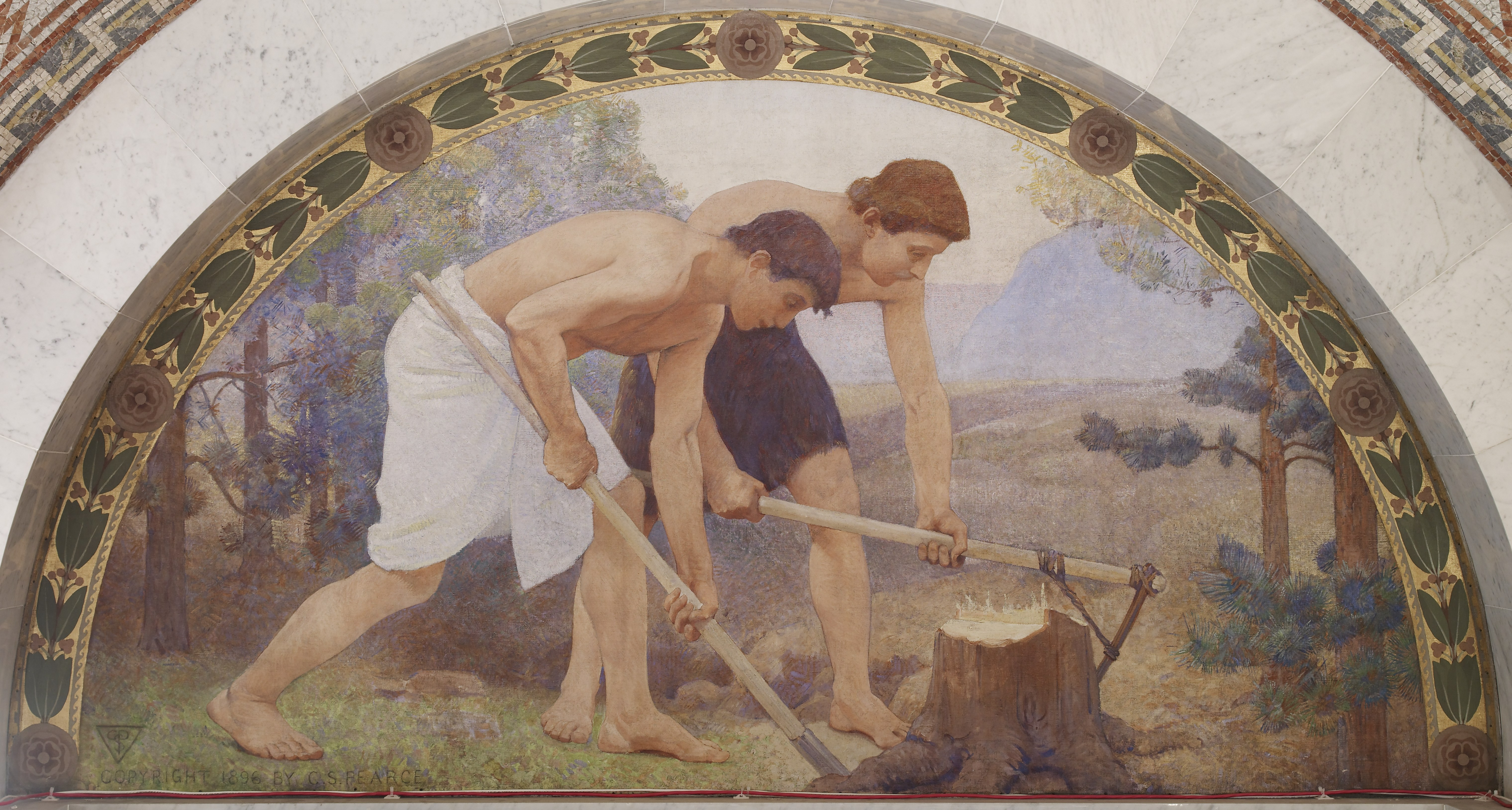
Чарльз Спарк Пірс, Праця, 1896.
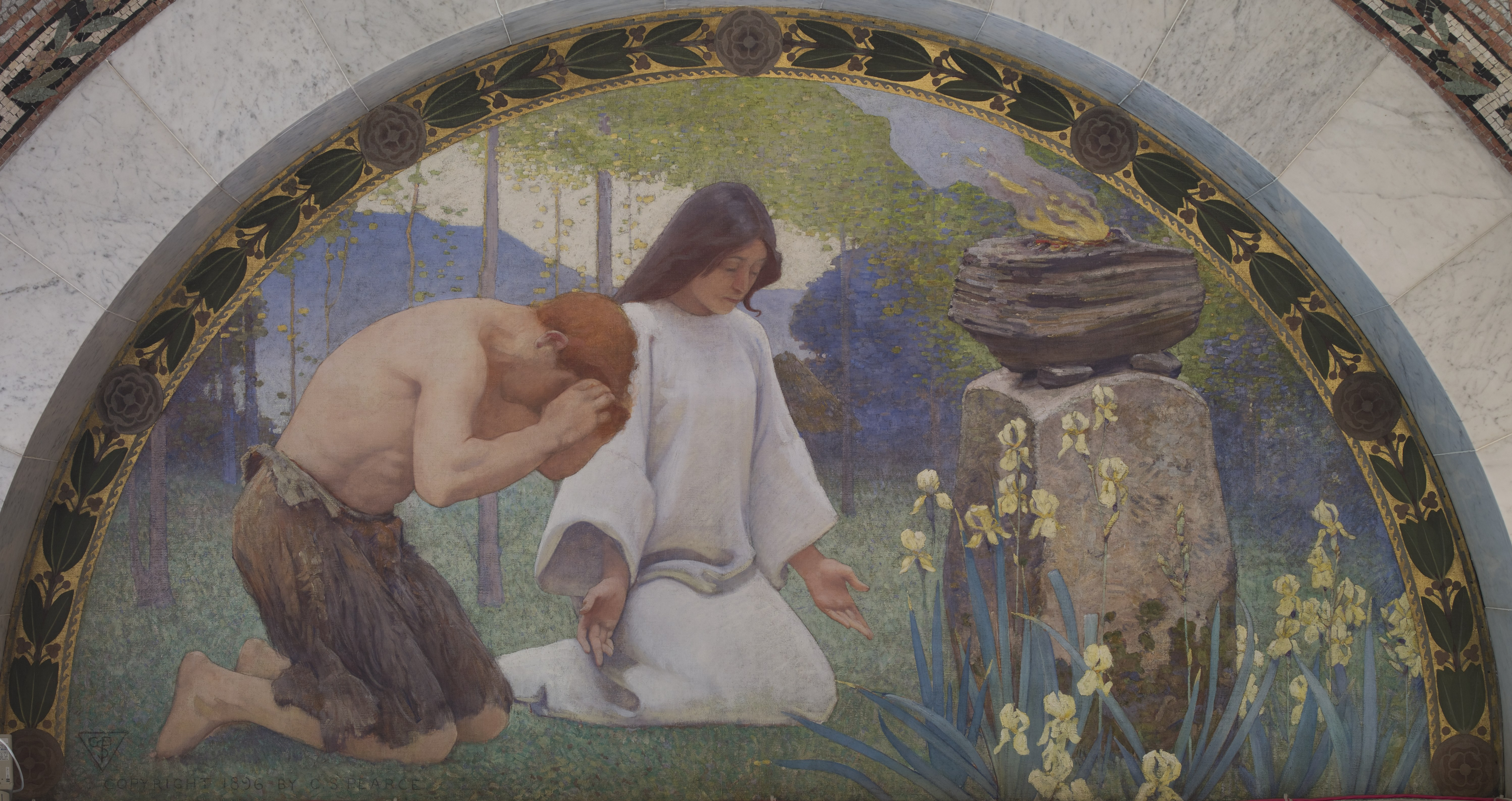
Чарльз Спарк Пірс, Релігія, 1896.
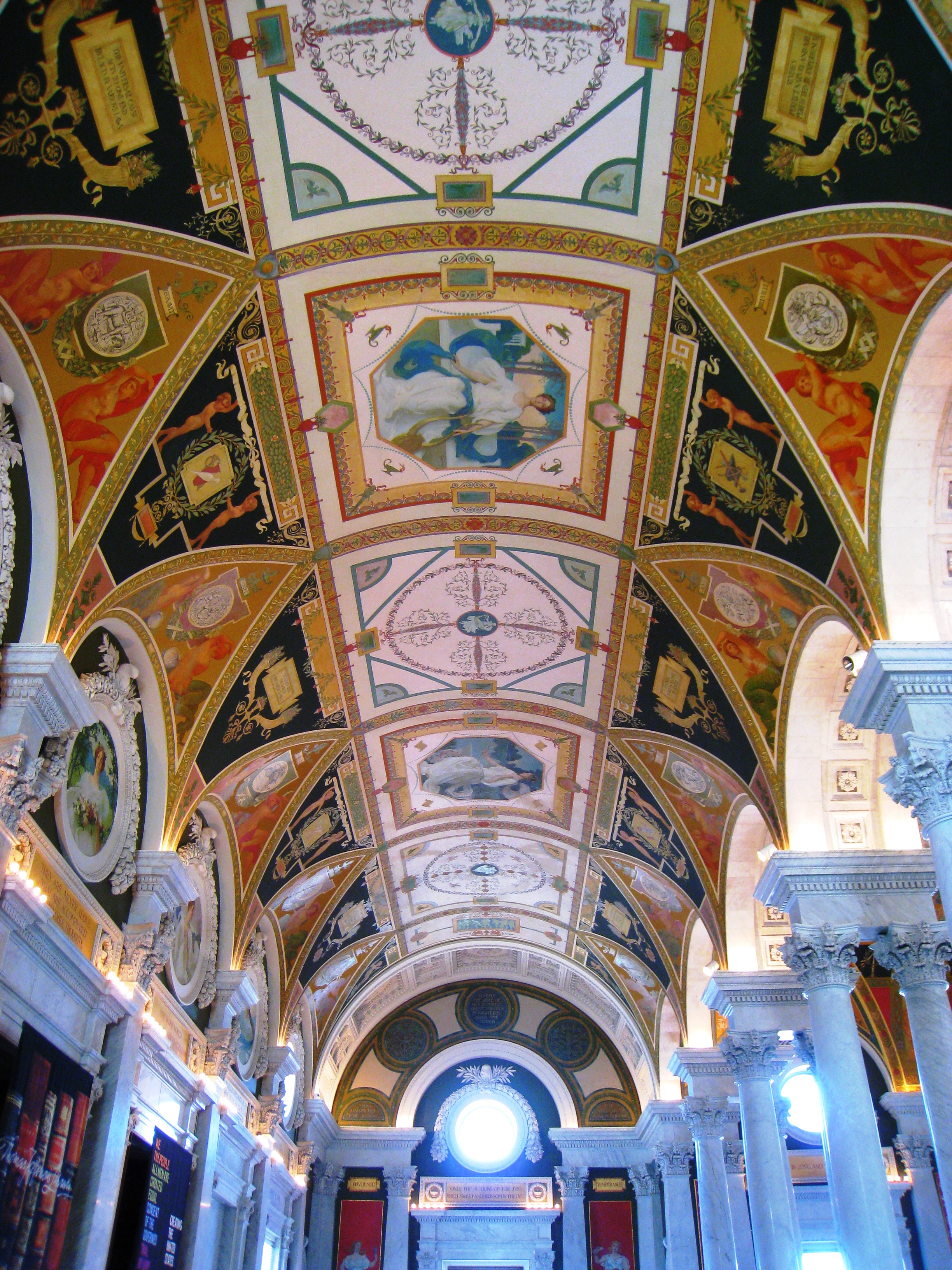
Розписи в коридорі
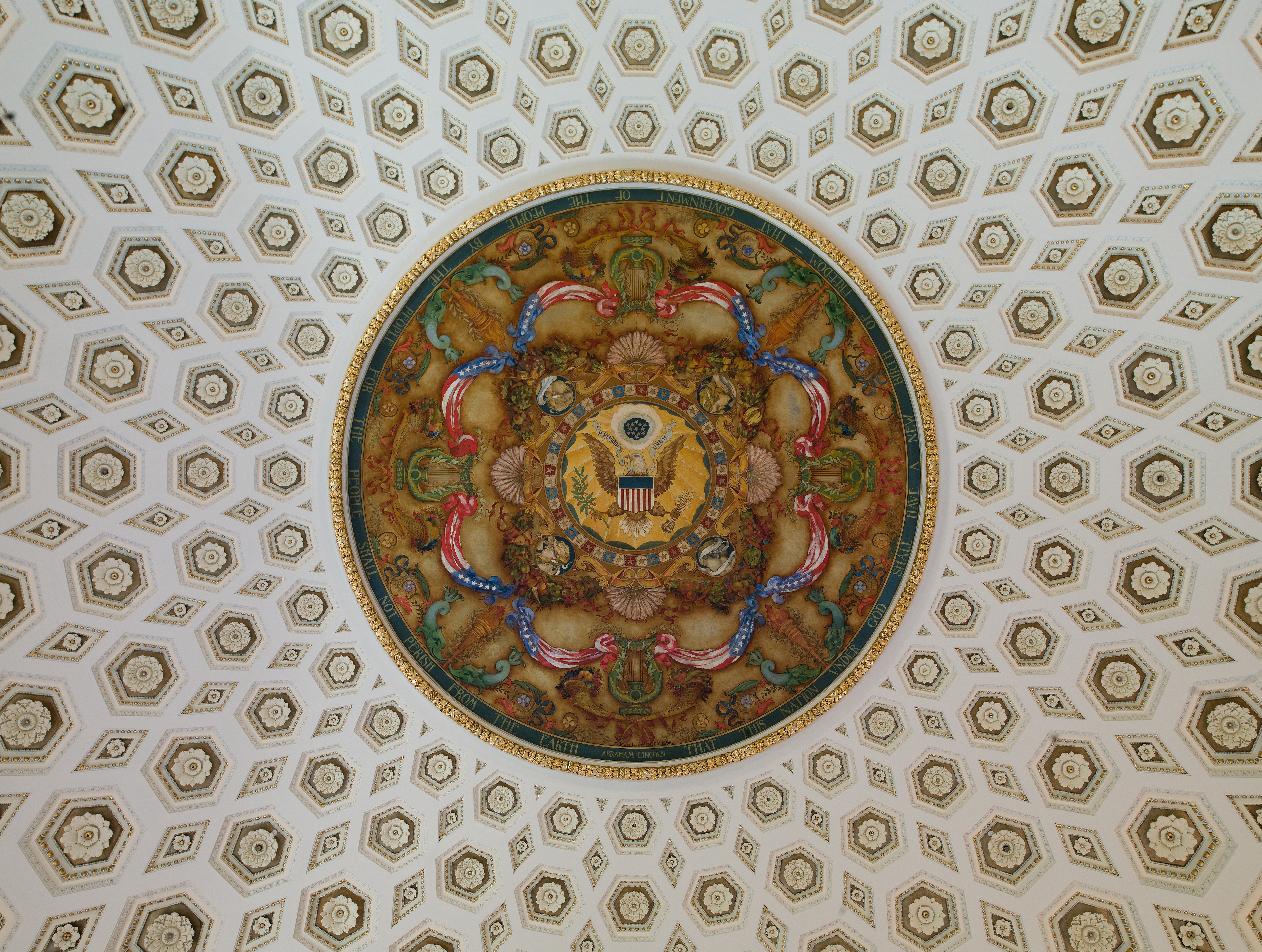
Елмер Е. Гарнсі, фресковий живопис, Північно-східний павільйон